# Callinique III de Constantinople
Pour les articles homonymes, voir Callinique.
Callinique III de Constantinople  (en grec : Καλλίνικος Δ΄ Κωνσταντινουπόλεως) fut patriarche de Constantinople du 16 janvier 1757 au 22 ou 24 juillet 1757.